# Суэйн, Джастин
Джастин Суэйн (англ. Justin Swain; Стонем, Массачусетс, США) — американский актёр, сценарист и продюсер. Наиболее известен участием в фильме «Секретное досье» и телесериалах «Вечность» и «Люк Кейдж».

## Ранняя жизнь
Джастин Суэйн родился за пределами Бостона в Стонеме, штат Массачусетс, США. Он вырос в Нью-Гэмпшире, после вернулся в Бостон для обучения в колледже Эмерсон.

## Фильмография
| Год  | Название на русском         | Название на английском        | Роль         |
| ---- | --------------------------- | ----------------------------- | ------------ |
| 2007 |                             | Over the GW                   | Джеймс       |
| 2009 |                             | Today and Tomorrow            | Томек        |
| 2010 |                             | The Sublet                    | Митч         |
| 2011 |                             | Be Still                      | Джордж       |
| 2012 | Альтернативные Штаты Равнин | Altered States of Plaine      | Клон Кейси   |
| 2012 | Crutch                      |                               |              |
| 2013 | Главный бой Мухаммеда Али   | Muhammad Ali's Greatest Fight | Второй клерк |
| 2014 |                             | Knives                        | Детектив     |
| 2017 | Секретное досье             | The Post                      | Нил Шиэн     |
| 2019 | Безупречный                 | Bad Education                 | Шон          |

| Год         | Название на русском                 | Название на английском            | Роль           | Прочее                                         |
| ----------- | ----------------------------------- | --------------------------------- | -------------- | ---------------------------------------------- |
| 2006        | Закон и порядок: Специальный корпус | Law & Order: Special Victims Unit | Заключенный    | Эпизод: Манипуляция                            |
| 2010        | Закон и порядок                     | Law & Order                       | Криминалист    | Эпизод: Четыре убитых полицейских              |
| 2011        | Подпольная империя                  | Boardwalk Empire                  | Патрик         | Эпизод: Битва века                             |
| 2013        |                                     | Seeking                           | Джеймс         | Эпизод: That's Not How Open Relationships Work |
| 2014        | Вечность                            | Forever                           | Отец-иммигрант | Эпизод: Боксерский перерыв                     |
| 2016        | Чёрный список                       | The Blacklist                     | Агент ФБР      | Эпизод: Директор                               |
| 2016 - 2018 | Люк Кейдж                           | Luke Cage                         | Марк Бейли     | Второстепенная роль: 15 эпизодов               |
| 2020        | Охота                               | Manhunt                           |                | Эпизоды: Unabubba, Join or Die, Bombingham     |